# Las cartas perdidas
Las cartas perdidas. La cárcel y el exilio de las mujeres republicanas es un documental ficcionado escrito y dirigido por Amparo Climent rodado en 2021 y estrenado en 2022. 

## Historia
La película está dividida en capítulos cronológicos con testimonios grabados de mujeres que fueron torturadas. Las cartas perdidas recoge la represión terminada la guerra civil española y continúa el recorrido por el exilio, por las cárceles, hasta pasar por los muros donde fusilaron a miles de personas.
Entre los momentos históricos que recupera el documental está un audio del general Queipo de Llano de Radio Servilla, responsable de la masacre de La Desbandá animando a violaciones múltiples a las mujeres republicanas: "estas comunistas y anarquistas predican el amor libre, ahora por lo menos sabrán lo que son hombres de verdad y no maricones. Por mucho que pataleen no se van a librar".
Entre fotografías de víctimas y sus nombres recuperando la mermoria, cada una de las actrices que colaboran en el documental leen e interpretan los textos de las cartas en los lugares donde ocurrieron los hechos: cárceles de mujeres, campos de concentración para mujeres en Francia, o en un espacio simbólico como es el caso del paredón de Paterna, donde se rodó la parte valenciana de esta obra.

## Intérpretes
El elenco lo conforman intérpretes como Marisa Paredes, Alba Flores, Julieta Serrano, Nora Navas, Luisa Gavasa, Tina Sainz, Rosana Pastor, María Isasi, Ana Gracia, Teresa del Olmo, Chupi Llorente, Resu Morales, Amparo Climent, Natalia Huarte, Miriam Tejedor, África de la Cruz, Ángela Tejedor y las niñas Sara Riva y Teresa Rodríguez.
La historia está narrada por Ana Belén.

## Música
En el documental está especialmente presente la música. Pueden escucharse canciones históricas pero también nuevas composiciones como en el caso de Las 13 rosas. Memoria interpretada por Lourdes Pastor con letra y música de Lourdes Pastor y JK Pastor.
Además de Lourdes Pastor intervienen Rozalén, Gloria Vega, Karmele Aranburu, Arabia Martín, Jazmín Abuín, Natalia Huarte y Laura Trillo.

## Producción
Tarannà Films, Mitad&Mitad Producciones, Filmaker Monkeys.

## Premios y nominaciones
- Premios Goya 2023, es candidata a 27 premios entre ellos a Mejor dirección y Mejor película.[6]

- Biznaga de Plata – Premio Especial del Jurado de la Sección Afirmando los Derechos de las Mujeres del 25 º Festival de Cine de Málaga. Marzo 2022.[7]

- Premio a la Mejor Interpretación ex aequo para todas las actrices que han interpretado esas cartas en el Festival de Cine de Navarra[5]
- Premio a Mejor Película en el Festival Cinefem de Uruguay
- Mención Especial en el Festival Cinema Ciutadà Compromés. Noviembre 2022[8]